# Maya Maya
Maya Maya är den grekiska artisten Christos Dantis senaste musikalbum. Albumet släpptes år 2004.

## Låtlista
1. Fotia Thalassi
2. Mia Ap'Ta Idia
3. Maya Maya
4. Den Fteo Pou S'agapisa
5. Moro Mou
6. Perasmena Xehasmena
7. Eho Mia Pliroforia ... What?
8. Apopse Methisa Gia Sena
9. S'agapo Ma Fovame
10. Amore
11. Diko Sou Provlima
12. Mihani De Thelo
13. Maya Maya (Agia Napa Ethno Club Mix)